# ماري ناجو
ماري ناجو (من مواليد 11 مايو 1952) هي سياسية تنزانية في حزب الثورة، وعضو في البرلمان عن دائرة هنانج الانتخابية منذ عام 2005. وهي وزيرة الدولة السابقة في مكتب رئيس الوزراء للاستثمار والتمكين.
شغلت ناجو منصب وزير العدل وشؤون الدستور من عام 2006 إلى عام 2008.